# Кубок Андорри з футболу 2022
Кубок Андорри з футболу 2022 — 30-й розіграш кубкового футбольного турніру в Андоррі. Свій 1-й титул здобув Атлетік Ескальдес.

## Календар
| Раунд        | Дата            | Матчі | Клуби  |
| ------------ | --------------- | ----- | ------ |
| Перший раунд | 16 січня 2022   | 6     | 14 → 8 |
| 1/4 фіналу   | 23 січня 2022   | 4     | 8 → 4  |
| 1/2 фіналу   | 6-7 квітня 2022 | 2     | 4 → 2  |
| Фінал        | 29 травня 2022  | 1     | 2 → 1  |

## Перший раунд
| Команда 1                   | Рахунок | Команда 2           |
| --------------------------- | ------- | ------------------- |
| 16 січня 2022               |         |                     |
| Інтер (Ескальдес-Енгордань) | 3:0     | Сан-Жулія           |
| Ранжерс (2)                 | 0:5     | Енгордані           |
| Уніо Еспортива Санта-Колома | 6:2     | Енкамп (2)          |
| Ордіно                      | 0:2     | Санта-Колома        |
| Атлетік Америка (2)         | 0:2     | Пенья Енкарнада (2) |
| Каррой                      | 2:1     | Ла-Массана (2)      |

## 1/4 фіналу
| Команда 1                   | Рахунок | Команда 2                   |
| --------------------------- | ------- | --------------------------- |
| 23 січня 2022               |         |                             |
| Інтер (Ескальдес-Енгордань) | 1:0 дч  | Санта-Колома                |
| Пенья Енкарнада (2)         | 0:3 дч  | Енгордані                   |
| Атлетік Ескальдес           | 2:0     | Уніо Еспортива Санта-Колома |
| Екстременья                 | 1:0     | Каррой                      |

## 1/2 фіналу
| Команда 1         | Рахунок      | Команда 2                   |
| ----------------- | ------------ | --------------------------- |
| 6 квітня 2022     |              |                             |
| Енгордані         | 1:1 пен. 2:4 | Екстременья                 |
| 7 квітня 2022     |              |                             |
| Атлетік Ескальдес | 2:2 пен. 4:2 | Інтер (Ескальдес-Енгордань) |

## Фінал
| 29 травня 2022 18:00 (17:00 CEST) |

| Атлетік Ескальдес                                   | 4:1      | Екстременья |
| --------------------------------------------------- | -------- | ----------- |
| Санчес 31' Гаррідо 61' Сан-Ніколас 64' Родрігес 90' | Протокол | Йовал 14'   |

| Естаді Насьйональ, Андорра-ла-Велья Арбітр: Руй Мігель Масіель ді Кейруш |